# 2057 Rosemary
2057 Rosemary је астероид главног астероидног појаса са пречником од приближно 16,10 .
Афел астероида је на удаљености од 3,808 астрономских јединица (АЈ) од Сунца, а перихел на 2,349 АЈ.
Ексцентрицитет орбите износи 0,236, инклинација (нагиб) орбите у односу на раван еклиптике 1,441 степени, а орбитални период износи 1973,544 дана (5,403 година).
Апсолутна магнитуда астероида је 11,90 а геометријски албедо 0,118.
Астероид је откривен 7. септембра 1934. године.